# Piikkiö

Wappen der ehemaligen Gemeinde Piikkiö

Piikkiö [ˈpiːkːiœ] (schwedisch Pikis) ist eine ehemalige Gemeinde im Südwesten Finnlands. Anfang 2009 wurde sie in die Nachbarstadt Kaarina eingemeindet.
Piikkiö liegt an der Küste der Landschaft Varsinais-Suomi 16 km östlich von Turku. Die Gemeinde Piikkiö hatte eine Fläche von 90,83 km² und zuletzt 7.578 Einwohner. Die Gemeinde war einsprachig finnischsprachig.

## Geschichte und Lage
Die erste urkundliche Erwähnung von Piikkiö stammt aus dem Jahr 1331. Zu dieser Zeit gab es an dem Ort wohl eine hölzerne Kirche, die 1755 durch eine Steinkirche ersetzt wurde. Als Baumaterial wurden die Trümmer der Burg Kuusisto verwendet.
Am Nordufer der Meeresbucht Piikkiönlahti befinden sich mehrere Gutshöfe. Wegen des milden Klimas an der durch die vorgelagerten Schären geschützten Ostseeküste gibt es in Piikkiö viele Obstgärten. Die Einwohnerzahl der Gemeinde wuchs auf Grund der Nähe zur Großstadt Turku konstant an, 2005 betrug das Bevölkerungswachstum 2,8 %.

## Verkehr
Der Ort hatte von 1889 bis 1979 einen Bahnhof an der Bahnstrecke Helsinki–Turku.

## Wirtschaft
Piikkio Works Oy, eine Tochterfirma der Meyer Turku Werft, betreibt im Ort eine Kabinenfabrik für Kreuzfahrtschiffe.

## Persönlichkeiten
- Fredrika Bremer (1801–1865), schwedische Frauenrechtlerin des 19. Jahrhunderts
- Jenni Dahlman (* 1981), ehemalige Miss Scandinavia und Ehefrau von Kimi Räikkönen
- Liisa Veijalainen (* 1951), Orientierungsläuferin
- Artturi Lehkonen (* 1995), Eishockeyspieler

## Bilder

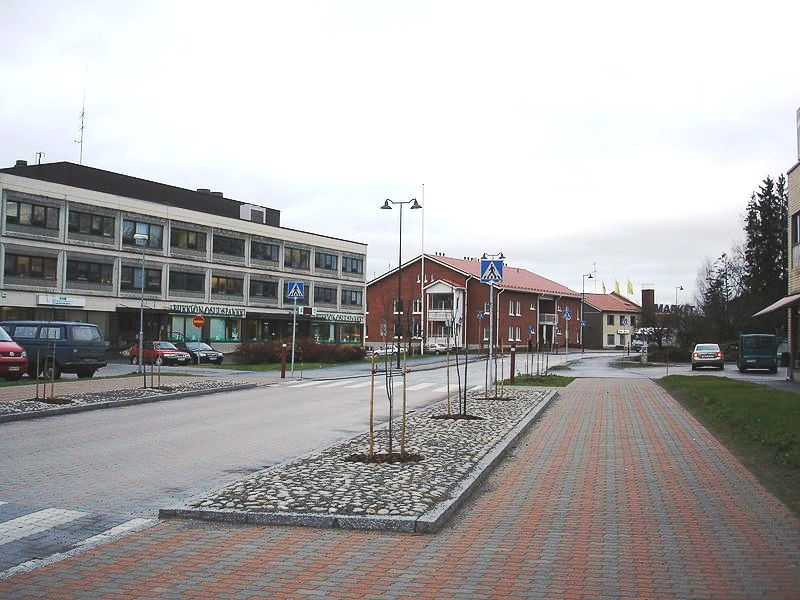
Ortszentrum von Piikkiö
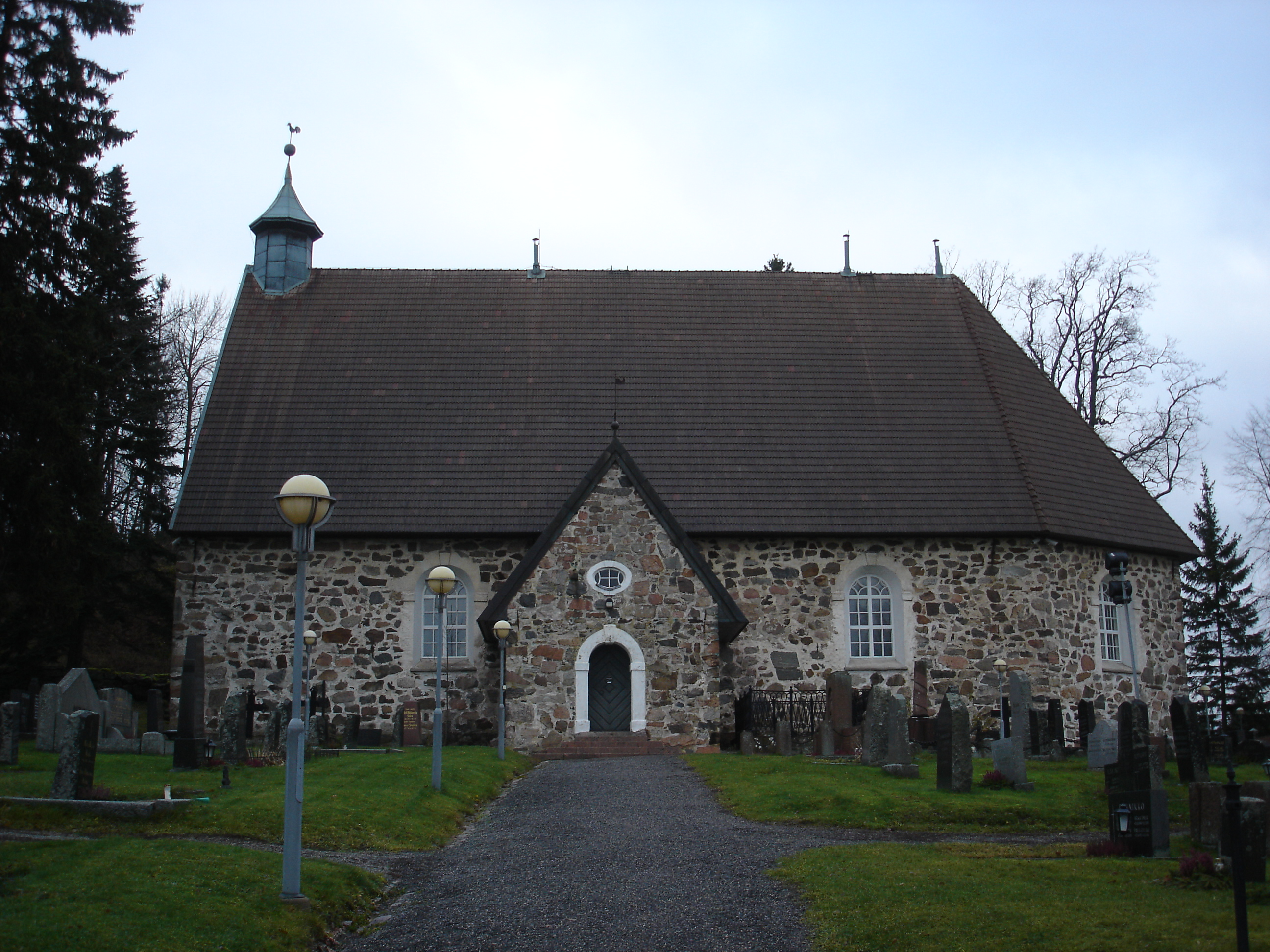
Die Kirche von Piikkiö
Bahnhof Piikkiö
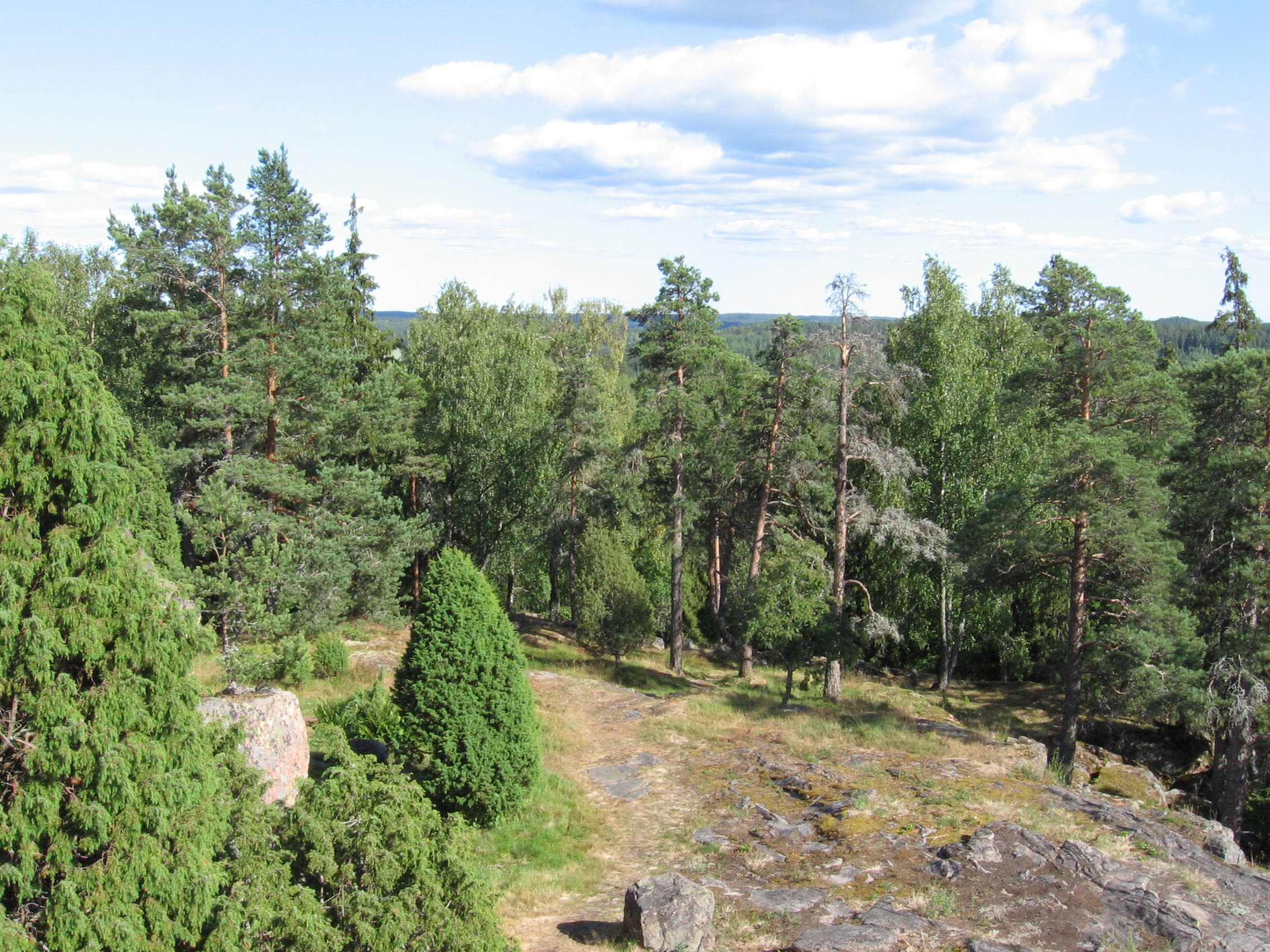
Der Linnavuori-Berg bei Piikkiö
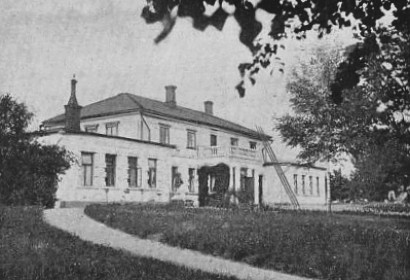
Tuorla. Geburtshaus von Fredrika Bremer